# Heterorachis ultramarina
Heterorachis ultramarina är en fjärilsart som beskrevs av Claude Herbulot 1968. Heterorachis ultramarina ingår i släktet Heterorachis och familjen mätare. Inga underarter finns listade i Catalogue of Life.